# Restaurerade Jesu Kristi Kyrka av Sista Dagars Heliga
Restaurerade Jesu Kristi Kyrka av Sista Dagars Heliga (engelska: Restoration Church of Jesus Christ of Latter Day Saints) är ett samfund i Sista dagars heliga-rörelsen med högkvarter i Independence, Missouri. Kyrkan bildades den 6 april 1991 av teologiskt konservativa utbrytare ur Kristi Samfund.

## Lära
Samfundet erkänner Bibeln, Mormons Bok och Läran och förbunden som heliga skrifter, men till skillnad från en del andra mormonkyrkor använder man inte Den kostbara pärlan.

## Historia
M Norman Page, en av de sjuttio inom Kristi Samfund, uppgav sig ha fått två uppenbarelser i vilka en reformering av denna kyrka krävts. 
1993 utnämndes Marcus Juby till den förste presidenten inom den Restaurerade Jesu Kristi Kyrka av Sista Dagars Heliga. 2001 avgick Juby och efterträddes av Mark Evans.

## Etablering
Kyrkan finns etablerad i delar av USA och har församlingar i städerna Independence, Atlanta, Boise, Wichita, Richmond, Charleston i South Carolina, La Porte och River Oaks.